# Vườn quốc gia Khakaborazi
Vườn quốc gia Khakaborazi (tiếng Miến Điện: ခါကာဘိုရာဇီအမျိုးသားဥယျာဉ်) là một vườn quốc gia nằm trong huyện Naungmung, bang Kachin, Myanmar. Nó có diện tích 3.810 kilômét vuông (1.472 dặm vuông Anh) và được thành lập vào năm 1996. Tính năng chính của nó chính là khu vực xung quanh đỉnh Hkakabo Razi, là đỉnh cao nhất ở Myanmar.